# 高倉永敦
高倉 永敦 （たかくら ながあつ）は、江戸時代初期の公卿。権大納言・高倉永慶の子。官位は正二位・権大納言。高倉家11代。初名は永将（ながまさ）。

## 官歴
『公卿補任』による
- 元和3年（1617年） 正月5日：叙爵（従五位下）
- 元和9年（1623年） 2月14日：元服、侍従
- 寛永元年（1624年） 4月5日：従五位上
- 寛永3年（1626年） 6月5日：右衛門佐
- 寛永5年（1628年） 2月10日：正五位下
- 寛永9年（1632年） 正月5日：従四位下
- 寛永13年（1636年） 正月5日：従四位上
- 寛永17年（1640年） 正月5日：正四位下
- 寛永20年（1643年） 9月15日：右兵衛督
- 正保3年（1646年） 12月18日：従三位、非参議
- 慶安5年（1652年） 正月5日：正三位
- 承応4年（1655年） 正月11日：参議、去督
- 明暦2年（1656年） 正月5日：従二位
- 明暦3年（1657年） 12月22日：権中納言
- 万治2年（1659年） 7月23日：辞権中納言
- 寛文2年（1662年） 正月5日：正二位
- 寛文9年（1669年） 12月18日：権大納言
- 寛文10年（1670年） 2月22日：辞権大納言
- 天和元年（1681年） 10月15日：薨去（享年67）

## 系譜
- 父：高倉永慶
- 母：佐竹義重の娘[1]
- 妻：持明院基定の娘[1][2]
  - 長男：高倉永俊（1640-1658）[2]
  - 次男[2]：高倉永重（1653-1724） - 永俊の養子
  - 男子：高倉永福（1657-1725）[1][2] - 永重の養子
- 生母不明の子女
  - 男子：堅誠
  - 男子：高倉永元
  - 男子：真舜
  - 男子：堯什
  - 男子：滋野井公澄（1671-1756） - 滋野井実光の養子
  - 女子：貞了院 - 清閑寺煕房室[1][2]
  - 女子：秀旭室
  - 女子：清岡長時室
  - 女子：東園基量室[1][2]